# 劉馬車
劉馬車（英語：Carriage Lau，1996年4月15日—），原名劉駿軒，香港網絡紅人。活躍於YouTube，曾以「全港最高質YouTuber」自居，更以菜刀自插肛門影片流出瘋傳網絡而成名，但其多個YouTube頻道均因違規内容而被封禁。劉馬車被廣泛香港人視為激進建制派支持者，多次發表激進親中共言論，且在香港及中國內地屢因刑事恐嚇、猥褻兒童、非禮、打鬥等罪行而被拘捕或監禁，其多次性侵非禮不同年齡女人行為甚至令與他相同立場的建制派人士不滿。
劉馬車自17歲起多次被定罪或需在監獄中服刑。其中2016年至2024年這8年間僅有約1年時間是自由身狀態。

## 名稱
「劉馬車」一名取自其本名劉駿軒中「駿」及「軒」二字的偏旁。而根據香港網絡大典的記錄，劉駿軒愛於其影片中為自己建立各種不同綽號，為外界所熟悉的有「劉馬車」、「天水圍墮天地獄獸」、「天水圍奧米加咆哮獸」、「天水圍陳浩南」、「天水圍張保仔」、「天水圍Running Man」、「菜刀玩屎眼獸」等。

## 生平

### 早年生涯
劉駿軒1996年生於葵青區下葵涌瑪嘉烈醫院，祖籍潮州，父親是香港居民，母親來自中國大陸湖北省。據劉駿軒自述，母親在他四歲時離家出走，至今杳然無蹤，因此他與父親相依為命。
劉駿軒曾就讀天水圍伯裘書院、馬鞍山信義學校 、青年會書院和釋慧文中學，患有鬥雞眼和自閉症，讀書期間常遭校園欺凌。2011年11月17日在伯裘書院就讀期間，劉駿軒曾在校內舉标语抗議，經老師勸喻後離開。據劉表示，當時他與一名同學在課室爭執後，他感手指受傷報警，由老師陪同送院檢驗，惟事件後被校方停課。校方否認曾處分劉駿軒，只称待其情緒平復后才讓其回校。

### 成名
2011年12月上旬，劉駿軒自稱因長期被人欺負，繼而自拍多段影片並放上YouTube宣洩不滿，內容大部份都是以粗口斥罵一位叫石梓宏的同學，更在多段影片內自稱是多個本地黑幫成員(即14k、新義安等)。有關影片上傳後，迅速被網民起底。有網民聲稱已報警。其後劉駿軒再自拍影片放上YouTube，解釋自拍多條影片目的是藉影片宣洩多年內被人欺負之不滿，引起網民批評他博同情，劉駿軒因此成名。劉駿軒所就讀的天水圍伯裘書院校長黃穎東在回覆網民的電郵中表示，校方對此事感到遺憾，亦證實劉同學在2011年9月入讀該校，校方“已通過與該生的接觸，了解到劉同學在情緒及行為上需要有特別的照顧”，對此“校內亦有老師、社工等組成的工作小組跟進其狀況”。最終警方未有控告劉駿軒，並對其警司警誡。
2012年6月，劉駿軒上載影片，自稱「法輪教信徒」，並高呼「法輪教萬歲」，更辱罵中國共產黨及前中共總書記胡錦濤。
另外，他亦熱愛唱歌，2012年曾經參加《Neway新星秀大賽》，亦是羅力威的歌迷，曾經在歌迷聚會和羅合唱，又曾經在電影《猛龍特囧》網絡男神選舉活動中獻唱羅力威的《雙子情歌》。

### 屢涉刑事恐嚇
2012年8月下旬，劉駿軒透過女性友人向心儀對象示愛未遂，更被女友人叮囑他別再糾纏。因遷怒女友人，故製作網上短片恐嚇要殺死其心儀對象及女友人，更威脅向她們學校的師生等人展開「大屠殺」。劉駿軒其後於9月2日被捕，翌日承認兩項刑事恐嚇罪，押後至9月24日判刑。最終法庭相信他只是「一時糊塗，有樣學樣」，判處接受感化24個月，期間須接受心理及精神科醫生輔導，並勸喻被告要多做義工，以开阔社交圈。（案件編號：TMCC2882/2012）
2013年5月25日，劉駿軒在YouTube上傳影片不斷辱罵感化官黃鳳鳴。2013年5月31日，警方認為事態嚴重，拘捕劉駿軒，並落案起訴，還押候訊。2013年6月，「劉馬車」被法庭指控違反感化令及宵禁令，做事自把自為，容易動怒，建議他接受心理及精神治療，並決定撤銷感化令，改判他入獄2個月，緩刑18個月，至於涉嫌刑事恐嚇感化官一案則押後再訊，劉馬車繼續還柙。及後，他獲法庭批准以1000元保釋候審。他在庭外表示，認為還押期間最慘是無法上網，又聲稱現時會謹言慎行，暫不會再拍片。劉駿軒其後於2013年10月25日在庭上承認恐嚇感化官，之後被判入更生中心。
2015年11月13日，法國巴黎多處發生連環恐怖襲擊，造成多人死傷，伊斯蘭國武裝份子承認策劃该次襲擊。劉駿軒拍攝短片，要求伊斯蘭國組織派人來香港進行大屠殺。結果激起網民全方位呼籲大家報警及向YouTube舉報。劉駿軒隨後把短片設定為私人影片，但相關影片已為其他網民轉載。

### 於更生中心被懲教員襲擊
2013年12月2日，劉駿軒在勵志更生中心服刑期間，二級懲教助理楊秋鴻因不滿劉不斷放屁沒行開迴避，多次勸喻不果後遂向他踢臀拍頭施襲，惟楊秋鴻事後報案反稱遭對方襲擊在先，警方翻查閉路電視片段揭發是楊出手在先。楊秋鴻其後被控普通襲擊及企圖誤導警員兩罪，在2014年6月30日被判160小時社會服務令。（案件編號：ESCC1301/2014）

### 離港北上
2014年7月9日，劉駿軒離開更生中心，之後做過理髮工、餐廳服務生等工作，但沒有一直長期穩定工作。2014年8月底，劉駿軒被邀請參演無綫劇集《梟雄》，但其後被淘汰。當時劉駿軒頗有微言。然而當晚，劉駿軒卻拍片，決定離開香港到內地發展。之後九個月，先後在深圳、潮州、廣州等地流連，亦有拍片上載在優酷和YouTube。
但根據香港法律的規定，劉駿軒獲釋後仍要接受懲教署輔導人員的監管，所以他此次離港已涉嫌違反監管令。直至2015年4月23日，劉駿軒於YouTube上載影片表示自己由於正在被香港方面通緝，在大陸生活了幾個月後，終於決定回香港坐牢，並向一眾支持者表明自己將於三個月後出獄。其YouTube頻道將會交由朋友暫時管理。直至2015年7月13日，「劉馬車」上載了一條影片表示自己已出獄，並決定痛改前非。

### 在廣州遇襲
2015年12月22日，劉駿軒自称和友人相约到广州太平沙，抵达时才发现已有10多名年约10多岁至20岁的男子埋伏在场，当中更有非洲籍人士，期间有人大叫：“刘马车，你还敢返回内地，你不是骂我们吗！”随即向他拳打脚踢。但在12月24日，劉駿軒在自拍影片中亲口承认，说自己被打是因为在广州非礼一个女孩。

### 在深圳涉猥褻兒童罪成入獄
2016年3月28日，劉駿軒從香港通過羅湖口岸入境時，被深圳市公安局福田分局以涉嫌強制猥褻、猥褻兒童罪為由抓獲並刑事拘留，同年5月4日被正式逮捕。至同年9月26日，深圳市福田區人民法院不公開開庭審理本案。起訴書指控，2015年3月至2016年2月期間，被告人劉駿軒多次在深圳市尾隨並猥褻未成年女學生。起訴書並列舉被告人劉駿軒於2015年3月3日、2015年11月26日及2016年2月15日牽涉猥褻兒童案。審訊期間，被告人劉駿軒當庭表示認罪、悔罪。辯護人認為：
1. 被告人幼年時曾有接受精神治療的經歷，成年後控制能力較弱；[4]
2. 被告人只是出於捉弄等心態，並未對被害人進行實際的傷害；
3. 被告人心地善良，曾協助香港警方抓捕嫌犯；[28]
4. 被告人認罪態度好，如實供述自己的罪行；
5. 被告人沒有犯罪前科，系初犯；[29]
6. 被告人具有強烈的悔罪態度。

法院經審議後，翌日宣判劉強制猥褻罪和猥褻兒童罪罪成，各項罪名判處有期徒刑1年6個月，合併執行有期徒刑2年6個月，刑期至2018年9月27日。
劉駿軒和被害人雙方都未提出上訴，因案情涉及未成年人，全文以“刘某某”代称“刘骏轩”。，但由於判決書上被告人的身份信息以及辯護人的部分意見，都與「劉馬車」雷同，令不少網民相信被告就是「劉馬車」；更有網民轉載「劉馬車」在羅湖區涉嫌嫖娼的自拍影片加以佐證。
2018年9月28日，劉馬車於自己新的YouTube頻道上傳影片，並表示自己經已從東莞監獄出獄。

### 在公眾地方打鬥罪成
劉馬車不止一次在公眾地方打鬥被判罪：
- 2019年1月9日，劉馬車在天水圍銀座廣場跳舞時，因被一名醉酒男途人取笑舞姿而跟對方打架，二人同被控一項在公眾地方打鬥罪。男途人於3月8日獲控方撤控，准以簽保2000港元守行為12個月，而劉馬車則在6月25日被裁定罪成，判罰款3000港元。（案件編號：TMCC578/2019）[35][36]
- 2019年7月4日，劉馬車於港鐵荔枝角站打傷一名男子；五日後，他再於天水圍屏欣苑商場內一食肆牽涉打鬥，最後被三名餐廳員工推倒在地上毆打，受傷送院[37]。該三名職員事後被控一項在公眾地方打鬥罪，案件於2019年12月31日在屯門裁判法院提堂。由於劉馬車當時仍在內地，他未被落案起訴。（案件編號：TMCC2466/2019）[38]

### 涉嫌非禮13歲女童被捕
2019年3月17日，劉馬車因涉嫌在天水圍天恩邨一球場內非禮一名13歲女童而被捕。案件在6月28日在屯門裁判法院提堂，押後至8月5日再訊，他獲准以2000港元保釋外出。8月5日，辯方指劉馬車出於「非自願」原因無法出庭，案件押後至9月16日再訊。9月16日，劉馬車再次無法出庭，案件再押後至11月18日再訊。11月18日，劉馬車第三度無法出庭，控方解釋他因牽涉一宗中國內地案件，暫未能返港應訊。裁判官再將案件押後至2020年2月10日再訊，以等候該宗內地案件的結果。但受COVID-19疫情影響，原定2020年2月10日的聆訊被延後。（案件編號：TMCC1460/2019）

### 再次因猥褻罪於內地判監
2020年6月，中國裁判文書網公開廣東省深圳市中級人民法院有關劉馬車涉及強制猥褻罪的二審刑事裁定書。根據該裁定書，原判認定，劉馬車於2019年7月15日凌晨3時許在深圳市南山區SUPERFACE酒吧外「撿屍」，把一名醉酒的女子抱走並搭乘的士到一間賓館房間內，將其生殖器從該女子臀部後插入，在其陰部摩擦，並拍攝視頻、照片。其後劉馬車該女子扔到BBR酒吧樓下面包店門口，後被家屬發現。在同日凌晨5時30分，公安機關在SUPERFACE酒吧門口將劉馬車抓獲歸案。劉馬車其後被深圳市南山區人民檢察院檢控強制猥褻罪，深圳市南山區人民法院於2020年1月20日判決犯劉馬車強制猥褻罪，判處有期徒刑三年六個月，又把繳獲的犯罪工具手機沒收。但劉馬車不服提出上訴，深圳市中級人民法院以不開庭的方式審理案件，於2020年4月27日駁回上訴，維持原判。
至2023年1月，劉馬車於內地出獄，並創建了新的YouTube頻道和發表多條影片，表示自已己洗心革面，希望大家能夠給予多次機會，令自已能夠重投社會。而其YouTube頻道在短短二日已有7千多人訂閱。

### 亂入香港馬拉松賽事
在2023年2月12日的渣打香港馬拉松賽事中，他自稱沒有報名參賽下，在其YouTube頻道直播跑步片段，其中一段長達2小時16分鐘，最後更獲工作人員派發完成賽事的獎牌。而他身上並沒有展示任何號碼布。到傍晚，主辦賽事的香港田徑總會表示將調查有未經報名人士擅闖賽道一事，保留追究權利，並譴責任何影響參賽者的人士。同年6月，田徑總會宣佈永久禁止劉馬車參與由該會主辦的任何賽事。

### 涉嫌三度非禮女童被捕
2023年5月4日起，網上流傳劉馬車疑似因非禮被捕。直至5月18日，劉馬車才被發現因3項非禮罪，於屯門裁判法院提堂。案情指，劉馬車被控於2023年4月26日，在天水圍站的扶手電梯猥褻侵犯女子X，同日再於該站月台，猥褻侵犯另一名女子Y，以及於4月28日在天水圍一間咖啡店，猥褻侵犯第3名女子Z，三名事主年齡介乎13至14歲，案件押後至7月13日再訊，期間劉馬車須還押看管。7月13日，案件於屯門裁判法院再次提堂，控方申請案件押後至8月24日，以索取法律意見。辯方指被告已從5月4日起開始還柙，要求縮短押後時間至4星期，同時向法庭提出保釋申請。署理主任裁判官張志偉決定把案件押後至8月17日再訊，以及拒絕被告的保釋申請，被告保留8日保釋覆核權利。7月21日，劉馬車保釋覆核成功，其後從荔枝角收押所獲釋。
（案件編號：TMCC990/2023）

### 於荃灣襲擊網媒台長被捕
2023年7月30日，劉馬車相約網媒「蛋蛋俱樂部」台長梁志恒在荃灣荃新天地一期會面，表示希望就早前誹謗其曾於2019年反修例運動期間與13歲少女發生性行為道歉。在下午6時會面期間劉突然情緒激動毆打梁約6秒後離開，惟他於12秒內折返再毆打梁約4秒，最後令其眼鏡碎裂及面部及鼻受傷、肩膀亦有抓痕。梁志恒於6時許報案指，在荃新天地被劉馬車襲擊致流血受傷，其後劉馬車沿楊屋道逃走。救援人員報接到場，將梁志恒送往仁濟醫院治理。另一方面，劉馬車於6時48分致電999報案，指自己在荃新天地外襲擊一名男子，但他已經離開現場，稍後會到天水圍警署自首。劉馬車在7時25分到達警署自首，當場被警員拘捕，案件交由荃灣警區刑事調查隊第四隊負責調查。劉馬車在警誡下承認出於衝動打梁志恒，並在商場的閉路電視片段認出自己。案件於8月1日在西九龍裁判法院提堂，劉馬車承認一項「襲擊致造成身體傷害」罪，裁判官下令他還押。8月14日，法院判其監禁6個星期。（案件編號：WKCC3267/2023）

### 疑涉嫌非禮女童再被拘捕
2024年1月2日，警方約上午9時在天水圍區拘捕劉馬車。警方表示，在2023年12月至2024年1月，接獲5名年齡介乎13至16歲的女童報案，指分別在天水圍及屯門區懷疑被一名男子非禮。據調查所得，疑犯多次以假裝問路或假裝彎腰撿拾物件等類似手法，藉此用手觸摸受害人的小腿或大腿後立即逃離現場。案件交由元朗警區刑事調查隊第五隊跟進，其後劉馬車共被控共8項非禮罪，並遭拒保釋須被還押。2024年6月14日，屯門裁判法院判他入狱24个星期。

### 動漫節攻擊他人
2024年7月26日，劉馬車在第25屆香港動漫節會場與一名16歲少年鬥毆，劉馬車將對方面部毆傷。劉馬車隨後被警方逮捕。9月25日，劉馬車判囚八個月。

## 政治立場
劉馬車是典型的无政府主义。
- 2012年，劉駿軒上載影片，自稱「法輪教信徒」，並高呼「法輪教萬歲」，更辱罵中國共產黨及前中共總書記胡錦濤。[8]
- 2014年後，曾多次在網上發表愛國、「反佔中」、「反港獨」的言論。但有網民起底指斥他搏出位[64]；也有大陸網民轉載劉駿軒曾多次抹黑內地人的影片，認為他不值得同情。[65]曾有温和建制派認為劉駿軒形象負面，而拒絕其參與合作。[66]
- 2015年9月15日，劉駿軒於YouTube上載短片，指自己於港鐵巧遇黃之鋒所以狙擊他，但當時黃之鋒並未進行任何公開活動，其後2名中年男子認為劉駿軒拍片而感到被滋擾，雙方發生口角，令狙擊事件轉移到劉駿軒與乘客之爭。[67]
- 2019年，他報考該年度香港中學文憑考試，在社交媒體聲稱要入讀香港大學法律系，成為何君堯接班人，唯所有科目均為不及格或缺席應考，無法達到法律系的收生要求。[68]
- 在反對逃犯條例修訂草案運動期間，劉駿軒曾多次出席支持警方的活動，並與反修例人士爆發衝突。其中一次是在2019年6月30日的撐警集會，當時他曾經上台與部分建制派人士合照；隨後，他前往鄰近的立法會示威區，與示威者對罵，並指他們是「漢奸」、「走狗」[69]，更一度向他們淋水。

## 爭議
- 劉駿軒自從2011年活躍於網絡開始，先後開設多個YouTube頻道，但因為違反YouTube社群條款被多次檢舉封禁。有網民將他的影片備份下載並重新上載，使得他的影片至今仍廣為流傳。另外，他曾多次在影片中自稱自己入精神病院接受治療（俗稱「入青山」）的經歷，但有分析認為這是他搏取關注和同情的藉口。[70][71]有網民和傳媒更揭發他曾多次涉嫌玩弄女性，並在深圳嫖娼。[32][72][73][74]
- 劉經常被香港《蘋果日報》、《東方日報》等傳媒報導，亦引起了各界的關注及部分網民的戲仿，但這些網民亦因這些行為而和他人交惡。[75]

## 評價
- 陳達仁：曾在2013年接受記者採訪時說：「經個多月相處後，我覺得他（劉馬車）只是有點頑皮、不聽別人講話，希望日後會繼續與他合作。」[76]但在2014年8月下旬，與劉馬車反目，並指劉馬車演技浮誇。[77]
- Billy（《熱血時報》編輯）：「平時看似瘋瘋癲癲的劉馬車，竟然係一個有過去、有故事、且洞悉香港世態得如此透徹的‘正常人’。」[78]
- 雨僑（藝人）：「希望劉馬車可以改下他那些不好的作風，做人做事都成熟一點。希望有人可以教育他。」[79]
- 男臣BB（YouTuber，曾與劉馬車合作）：「劉馬車就是‘見高就拜，見低就踩’……這種人不能與他合作，一定要揭穿他的真面目。」[80]
- 黃之鋒：「我早有有聽聞‘天水圍陳浩南’的大名，他（劉馬車）這種人就是attention seeking（英语：attention seeking）（引人注意）……到底劉馬車撞到我有何新聞價值可言？」[81][82]
- 李碧華（香港作家）：「其實19歲劉馬車（網民稱‘流馬尿’）是精神病人，販賣爆粗騎呢惹笑娛賓，只有本人煞有介事……只能奉勸‘請勿放棄治療’，再一句‘必要時加藥’。理他們作甚？」[83]
- 煮家男人（YouTuber）：「劉馬車有一點很嚴重，就是"Anti-social"（反社會行為）……我希望並鄭重呼籲年輕的網友們，不要把他的話當真。」[84]
- 石房有：「可能過往他（劉馬車）拍的片很出位，又坐過牢……但我相信他是想改變的。人誰無過，我希望社會能給他一次機會。」[66]

## 參與演出

### 電視節目
- 2016年：ViuTV《總有一隻喺左近》第一集嘉賓 [85]
- 2019年：ViuTV《點相》（沒有播出）

### 電影
- 2016年：《男極探射燈》客串[86]

### 網絡電台節目
- 2013年：MyRadio《全民激動》主持
- 2015年：香港網絡廣播電台《鐵齒銅牙劉馬車》主持

### MV
- 2013年：《重口味》（黑人製作出品）[87]
- 2015年：《惡魔天使》（自創歌曲）[88]
- 2025年：《Wait A Second》（許軼 DAY）

## 相關事件及人物
- 網絡欺淩
- 反社會人格障礙
- 陳俊安、林芊妤、江𤒹生：被指貌似劉馬車的藝人[89]
- 何君堯
- 羅力威：劉馬車之偶像，曾同台演出
- 光頭Bob、白卡網紅、滔哥、白卡特工、思米：與他作風類似而且有現實交集者

## 外部連結
- 豆瓣电影上《劉馬車》的資料 （简体中文）
- 香港網絡大典上的相关条目：劉馬車
- 劉馬車的Instagram帳戶